# Richard Rosenheim
Richard Rosenheim (* 1883 in Frankfurt am Main; † 18. Februar 1964 in New York) war ein deutscher Theaterdirektor. In Zeiten, in denen eine Arbeit am Theater nicht möglich war, war er auch Journalist, Sachbuchautor und Hochschulprofessor.

## Leben
Rosenheim besuchte das Gymnasium in Prag und studierte dort sowie an der Universität Wien Philologie und Philosophie. Durch seinen Vater, einen bewährten Bühnenleiter, von Jugend auf in alle Zweige der Theaterpraxis eingeführt, begann Rosenheim nach mehrjähriger journalistischer Tätigkeit seine eigene Bühnenlaufbahn 1910 als stellvertretender Direktor und Regisseur an Hans Gregors Komischer Oper in Berlins Friedrichstraße. Anschließend wirkte er in denselben Funktionen neben Leopold Jessner am Thalia-Theater in Hamburg, um schließlich auf Jessners Vorschlag hin 1916 den Posten des Schauspielintendanten am Ostpreußischen Landestheater (so ab 1924) in Königsberg anzutreten. Mit Uraufführungen, ausgedehnten zyklischen Veranstaltungen wie der „Gerhart-Hauptmann-Woche“, der „Wedekind-Woche“ oder dem „Monat der Lebenden“ und seinen eigenen für Furore sorgenden Inszenierungen von Klassikern und modernen Stücken führte er das Haus innerhalb kürzester Zeit zu hohem Ansehen, sodass es selbst im Ausland hieß, die Königsberger Bühne sei unter „Rosenheims Leitung eine vorbildliche Stätte wirklicher Ensemblekunst geworden, deren Ruf sich in Deutschland und über dessen Grenzen hinaus einmütige Anerkennung errungen hat“.
So fiel es dem Verwaltungsrat der Zürcher Schauspielhaus AG nicht schwer, ihn aus der Bewerberschar für den ausgeschriebenen Posten als Direktor auszuwählen. Zum Ende der Spielzeit 1925/26, in der er auch in Berlin im Lessingtheater mit Paul Wegener als Götz von Berlichingen gastierte, verließ er Königsberg in Richtung Zürich. 1934 beendete er dort seine Tätigkeit und ging nach Rechovot in Palästina, wo er zunächst zwei Jahre lang als Schreiner arbeitete.
Anfang 1936 gründete er zusammen mit Benno Fränkel alias Benno D. Frank, der bereits in Tel Aviv die Palestine Chamber Opera aufgebaut hatte, in Haifa das Theatron ʿIvri (Hebräisches Theater). Während sich die Operntruppe einiger Nachfrage erfreute und wirtschaftlich einigermaßen über Wasser halten konnte, war dem hauptsächlich aus nicht akzentfreien Einwanderern aus Deutschland, den sogenannten Jeckes, bestehenden Theaterensemble ein schnelles ruinöses Ende beschieden. Rosenheim verließ das Land und reiste nach Prag, wo er als Herausgeber der deutschsprachigen Zeitung Bohemia, für die er früher schon geschrieben hatte, und als Dozent an der Universität aktiv war.
Im August 1939 emigrierte er in die Vereinigten Staaten. Etwa ein halbes Jahr später fand er eine Anstellung am The New Theatre Studio of Drama and Music in New York und 1952 legte er eine grundlegende, auf Englisch und 1958 auch auf Deutsch erschienene, Weltgeschichte des Dramas vor.

## Schriften
- Die Geschichte der deutschen Bühnen in Prag. 1883–1918. Mit einem Rückblick 1783–1883. Mercy, Prag 1938.
- The Eternal Drama. A Comprehensive Treatise on the Syngenetic History of Humanity Dramatics, and Theater. Philosophical Library, New York 1952.
- Das ewige Drama. 6000 Jahre Drama und Theater als Spiegelbild des Werdeganges der Menschheit und der Menschen. Novalis-Verlag, Freiburg i.Br. 1958 (Rückübersetzung der amerikanischen Originalausgabe durch den Autor).